# Pramenáč
Pramenáč är ett berg i Tjeckien.   Det ligger i regionen Ústí nad Labem, i den nordvästra delen av landet, 80 km nordväst om huvudstaden Prag. Toppen på Pramenáč är 909 meter över havet, eller 110 meter över den omgivande terrängen. Bredden vid basen är 4,1 km.
Terrängen runt Pramenáč är kuperad åt sydost, men åt nordväst är den platt.Runt Pramenáč är det tätbefolkat, med 476 invånare per kvadratkilometer. Närmaste större samhälle är Teplice, 9,2 km sydost om Pramenáč. I omgivningarna runt Pramenáč växer i huvudsak blandskog.